# Tracy K. Smith
Tracy K. Smith (Falmouth, 16 aprile 1972) è una poetessa statunitense.

## Biografia
Tracy K. Smith nasce il 16 aprile 1972 a Falmouth, nel Massachusetts, la più giovane di 5 figli e cresce a Fairfield, in California.
Dopo aver ottenuto un B.A. nel 1994 all'Università di Harvard e un M.F.A. in scrittura creativa alla Columbia University tre anni dopo, dal 1997 al 1999 è borsista (Stegner Fellow) all'Università di Stanford.
Esordisce nel 2003 con la raccolta di liriche The Body’s Question alla quale fanno seguito altre 3 collezioni di poesie: Duende nel 2007, Life on Mars nel 2011 e Wade in the Water nel 2018 oltre a un'opera autobiografica, Ordinary Light nel 2015.
Insegnante di scrittura creativa all'Università di Princeton, tra i numerosi riconoscimenti ottenuti si segnala il Premio Pulitzer per la poesia del 2012 per la raccolta poetica Life on Mars.
Nominata XXII Poetessa laureata degli Stati Uniti nel giugno del 2017, vive nel New Jersey con il marito e i tre figli.

## Opere

### Poesia
- «Nuova Poesia Americana. Volume I», personale selezione di poesie nella traduzione di Damiano Abeni. Firenze, Black Coffee, 2019, ISBN 978-88-94833-27-0.
- The Body’s Question (2003)
- Duende (2007)
- Life on Mars (2011)
- Wade in the Water (2018)

### Memoir
- Ordinary Light (2015)

## Opere pubblicate in italiano

### Racconti
- Branco di lupi, famiglia di cani su Freeman's - Potere, Firenze, Black Coffee, 2019 ISBN 978-88-94833-17-1.

## Premi e riconoscimenti
- Cave Canem Poetry Prize: 2002 con The Body’s Question
- Premi Whiting: 2005 vincitrice nella sezione poesia[8]
- James Laughlin Award: 2006 con Duende
- Premio Pulitzer per la poesia: 2012 vincitrice con Life on Mars
- National Book Award per la saggistica: 2015 finalista con Ordinary Light
- Poetessa laureata degli Stati Uniti: 2017
- Anisfield-Wolf Book Award: 2019 vincitrice nella sezione poesia con Wade in the Water[9]